# Preludium (Wordsworth)

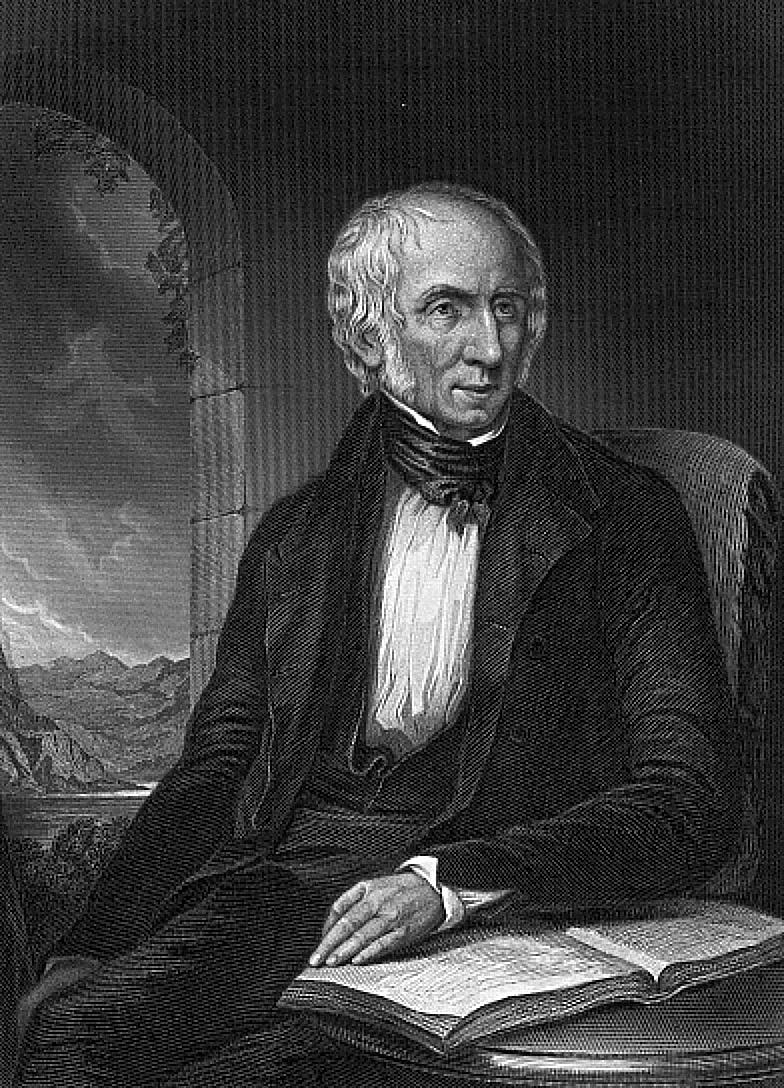
William Wordsworth

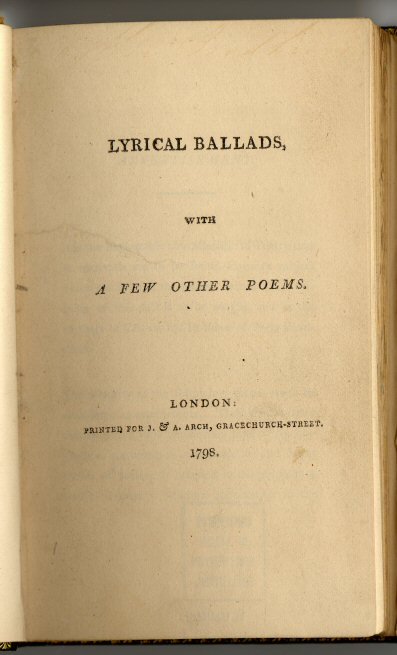
Tomik wierszy Williama Wordswortha i Samuela Taylora Coleridge'a Ballady liryczne wyznacza początek angielskiego romantyzmu

Preludium (ang. The Prelude) – poemat angielskiego romantyka Williama Wordswortha, opublikowany dopiero po śmierci poety w 1850. Utwór ma charakter autobiograficzny. Jest napisany wierszem białym (blank verse, czyli nierymowanym pentametrem jambicznym. Pentametr, czyli pięciostopowiec jambiczny, to znaczy sylabotoniczny dziesięciozgłoskowiec, w którym akcenty spoczywają na parzystych sylabach wersu jest najpopularniejszym typem angielskiego wiersza, stosowanym powszechnie we wszystkich rodzajach literackich, podobnie jak w Polsce jedenastozgłoskowiec i trzynastozgłoskowiec. Schemat pięciostopowego jambu zapisuje się sSsSsSsSsS albo x ' x ' x ' x ' x '.

O there is blessing in this gentle breeze,
A visitant that while it fans my cheek
Doth seem half-conscious of the joy it brings
From the green fields, and from yon azure sky.
Whate'er its mission, the soft breeze can come
To none more grateful than to me; escaped
From the vast city, where I long had pined
A discontented sojourner: now free,
Free as a bird to settle where I will.

Poemat, którego pełny tytuł brzmi The Prelude, or Growth of a Poet’s Mind powstawał przez czterdzieści lat. Jest on największym dziełem poety. Składa się z czternastu ksiąg. Preludium w zamiarze autora miało być istotnie wstępem do nieukończonego dzieła The Recluse (Pustelnik).